# نیکولا بارون
نیکولا بارون (فرانسوی: Nicolas Barone‎; ۶ مارس ۱۹۳۱ – ۳۱ مهٔ ۲۰۰۳) دوچرخه‌سوار اهل فرانسه بود.